# 기억, 발꿈치를 들다
기억, 발꿈치를 들다(Summer In 1945)는 한국에서 제작된 강경훈 감독의 2003년 영화이다. 이승연 등이 주연으로 출연하였다.

## 출연

### 주연
- 이승연
- 박광태
- 김동현

## 제작진
- 프로듀서: 박민정
- 음향: 성지영
- 미술: 이인옥
- 미술: 강지선